# Gerald Grosvenor, 6. Duke of Westminster

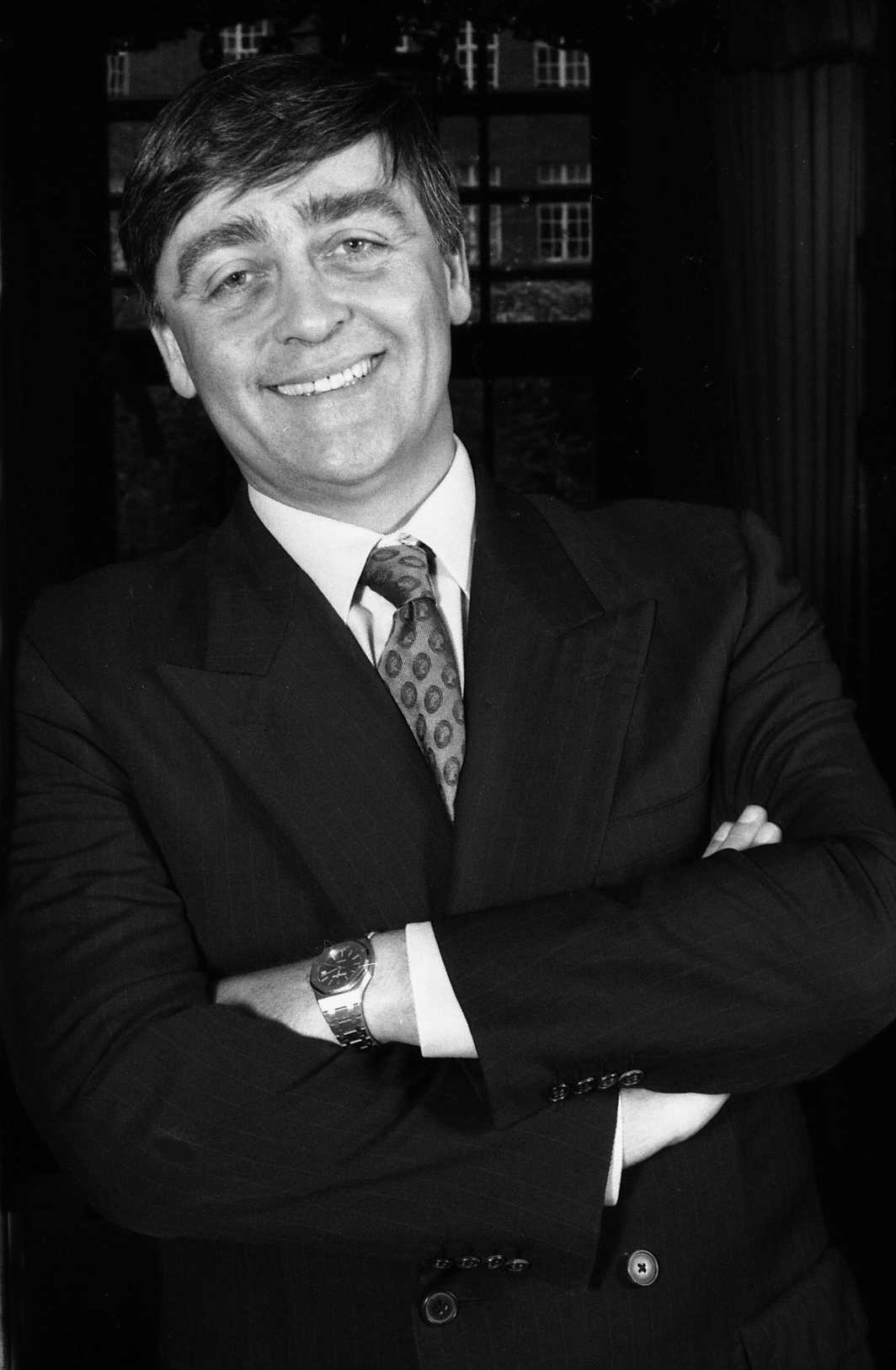
Der Duke of Westminster im Jahr 1997

Gerald Cavendish Grosvenor, 6. Duke of Westminster,  KG, CB, CVO, OBE, TD (* 22. Dezember 1951 in Omagh, County Tyrone; † 9. August 2016 in Preston, Lancashire) war ein britischer Peer, Militär und Geschäftsmann. Er war einer der reichsten Männer des Vereinigten Königreichs.

## Herkunft und Adelstitel
Er war der einzige Sohn von Robert Grosvenor, 5. Duke of Westminster. Als dessen Heir apparent führte er 1967 bis 1979 den Höflichkeitstitel Earl Grosvenor. Beim Tod seines Vaters erbte er 1979 dessen Adelstitel als 6. Duke of Westminster, 8. Marquess of Westminster, 9. Earl Grosvenor, 9. Viscount Belgrave, 9. Baron Grosvenor und 16. Baronet, of Eaton. Als Peer war er bis zum House of Lords Act 1999 Mitglied des britischen House of Lords.

## Frühe Jahre
Seine Kindheit verbrachte Grosvenor auf einer Insel im Lough Erne in Nordirland. Seine Schulausbildung erhielt er auf der Sunningdale School in Berkshire und der Harrow School in London.

## Wirtschaftliche Betätigung
Als reichster Aristokrat des Vereinigten Königreichs führte Grosvenor über viele Jahre die Listen der reichsten Menschen des Landes an. Er stand im Jahr 2009 auf Platz 29 der Liste der reichsten Menschen der Welt des Forbes Magazines.
Das Vermögen Grosvenors wurde auf etwa 8,3 Milliarden Euro (11 Milliarden US-Dollar) geschätzt. Wesentlicher Bestandteil war Grundbesitz in den Londoner Nobelstadtteilen Mayfair, Belgravia und Pimlico in einer Größe von etwa 1,2 km². Hinzu kamen Ländereien in Lancashire, Cheshire (einschließlich des Landsitzes Eaton Hall und größerer Teile der Stadt Chester) und Schottland. Er galt auch in Spanien als Großgrundbesitzer, so gehörte ihm das Latifundium La Garganta, das 15 000 Hektar Land umfasst.
Die geschäftlichen Interessen Grosvenors waren in der Grosvenor Group gebündelt, die inzwischen auch weltweit als Projektentwickler für Immobilien auftritt.
Im Jahr 2005 wurde Grosvenor zum Kanzler der Universität Chester ernannt und blieb dies bis zu seinem Tod.
Er war von 1995 bis 2001 Großprior des Großpriorats von England und Wales des „Lazarus-Ordens“.

## Militärische Karriere
Grosvenor trat im Jahre 1970 als Offizier in die Territorial Army ein. Er diente dann als Kompaniechef und Regimentskommandeur. Im Jahre 2004 wurde er schließlich als erster Reservist seit den 1930er-Jahren zum Major-General befördert. Er bekleidete den neu geschaffenen Dienstposten des Assistant Chief of Defence Staff (Reserve und Kadetten).
Weiter war Grosvenor Colonel mehrerer Einheiten der British Army sowie eines kanadischen Regiments.

## Prostitutionsskandal
Nach Angaben britischer Boulevardzeitungen soll Grosvenor Anfang 2007 Dienste von Prostituierten in Anspruch genommen haben. Diese behaupteten, dass er mit ihnen auch über staatliche und Militärgeheimnisse gesprochen habe.

## Familie

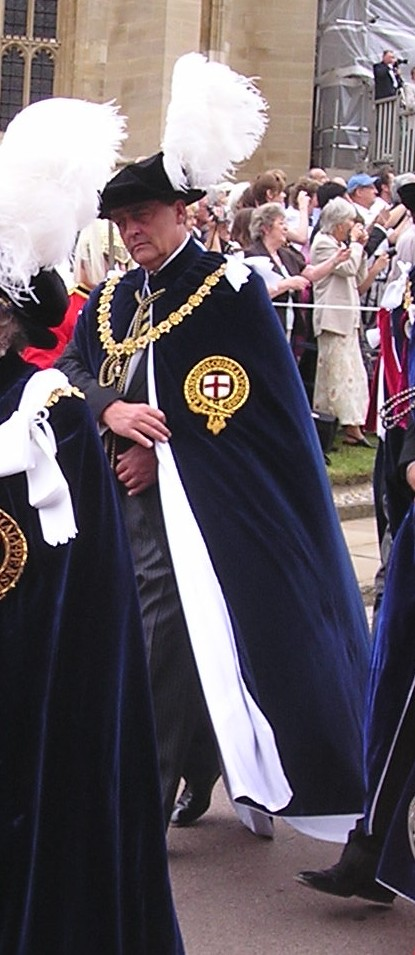
Der Duke in der Robe des Hosenbandordens

Seit 1978 war Gerald Grosvenor mit Natalia Ayesha Phillips (* 1959) verheiratet, deren direkter Vorfahr der russische Dichter Alexander Sergejewitsch Puschkin und damit auch dessen Vorfahr Abraham Petrowitsch Hannibal ist. Das Ehepaar bekam vier Kinder:
- Lady Tamara Katherine Grosvenor (* 1979) ⚭ 2004 Edward Bernard Charles van Cutsem (* 1973)
- Lady Edwina Louise Grosvenor (* 1981), ⚭ 2010 Daniel Robert Snow (* 1978)
- Hugh Richard Louis Grosvenor, 7. Duke of Westminster (* 1991)
- Lady Viola Georgina Grosvenor (* 1992)

Als er 2016 im Alter von 64 Jahren nach einer plötzlich aufgetretenen Krankheit starb, erbte sein einziger Sohn Hugh Grosvenor seine Titel und den Großteil des Vermögens.

## Orden und Ehrenzeichen
- Territorial Decoration (1994)
- Officer des Order of the British Empire (1995)
- Knight Companion des Hosenbandordens (2003)
- Canadian Forces Decoration (2004)
- Companion des Order of the Bath (2008)
- Commander des Royal Victorian Order (2012)[5]